# 2456 Palamedes
2456 Palamedes је Јупитеров тројански астероид са пречником од приближно 91,66 .
Афел астероида је на удаљености од 5,521 астрономских јединица (АЈ) од Сунца, а перихел на 4,742 АЈ.
Ексцентрицитет орбите износи 0,075, инклинација (нагиб) орбите у односу на раван еклиптике 13,909 степени, а орбитални период износи 4245,987 дана (11,624 годину).
Апсолутна магнитуда астероида је 9,60 а геометријски албедо 0,030.
Астероид је откривен 30. јануара 1966. године.